# Harper Simon
Harper Simon (né le 7 septembre 1972) est un auteur-compositeur-interprète et un producteur américain. Il est le fils du musicien Paul Simon et de sa première épouse, Peggy Harper.

## Jeunesse
À l'âge de 4 ans Harper James Simon apparaît dans 1, rue Sésame lorsqu'il chante Bingo avec son père Paul Simon dans un sketch expliquant comment on enregistre un album Beaucoup de chansons de Paul Simon incluent des références à Harper dans leurs paroles, et plus particulièrement St. Judy Comet et Graceland (même si, en réalité, Harper a déclaré plus tard qu'il n'était jamais allé à Graceland avec son père). Après avoir assisté aux cours du  Berklee College of Music à Boston, Massachusetts, Harper a déménagé à Londres pendant plusieurs années, où il a joué avec le groupe Menlo Park dont il a aussi écrit plusieurs chansons.

## Musique
Le 13 octobre, 2009 Simon sort son premier album (éponyme) sur son propre label Tulsi Records. Il a produit l'album lui-même, mais a enrôlé le producteur Bob Johnston pour l'aider à mettre sur pied un groupe pour une série de séances d'enregistrement à Nashville. Le groupe comprenait le joueur d'harmonica Charlie McCoy, le joueur de pedal steel Lloyd Green, le batteur Gene Chrisman (Dusty in Memphis), le bassiste Mike Leech (Suspicious Minds d'Elvis Presley), le pianiste Hargus Robbins, (Walkin' After Midnight de Patsy Cline), et le guitariste Al Perkins.
Les séances de Nashville aboutissent à des ébauches de morceaux pour quatre des chansons de l'album: Ha Ha, All I Have Are Memories, Tennessee et The Shine. L'album est ensuite complété à Los Angeles et à New York, avec la contribution de Inara George, Aaron Espinoza (Earlimart), Petra Haden, Sean Lennon, Yuka Honda, Adam Green, Eleni Mandell and Joan Wasser. Font aussi des apparitions sur l'album : Steve Nieve, Steve Gadd, et son père Paul Simon. L'album a été mixé par Tom Rothrock.

## Action humanitaire
En 2005, Harper a participé au Quantum Shift, un concert qui a facilité les efforts humanitaires pour les victimes du tremblement de terre qui a eu lieu le 8 octobre 2005 au Cachemire et a fait plus de 73 000 morts et 3,5 millions de personnes sans-abri au Pakistan. Il a accompagné sur la scène de New York : Suphala, Edie Brickell, Sean Lennon, Yoko Ono et Paul Simon.

## Discographie
- 2009  : Harper Simon
- 2012 : Division Street